# Babagorgor

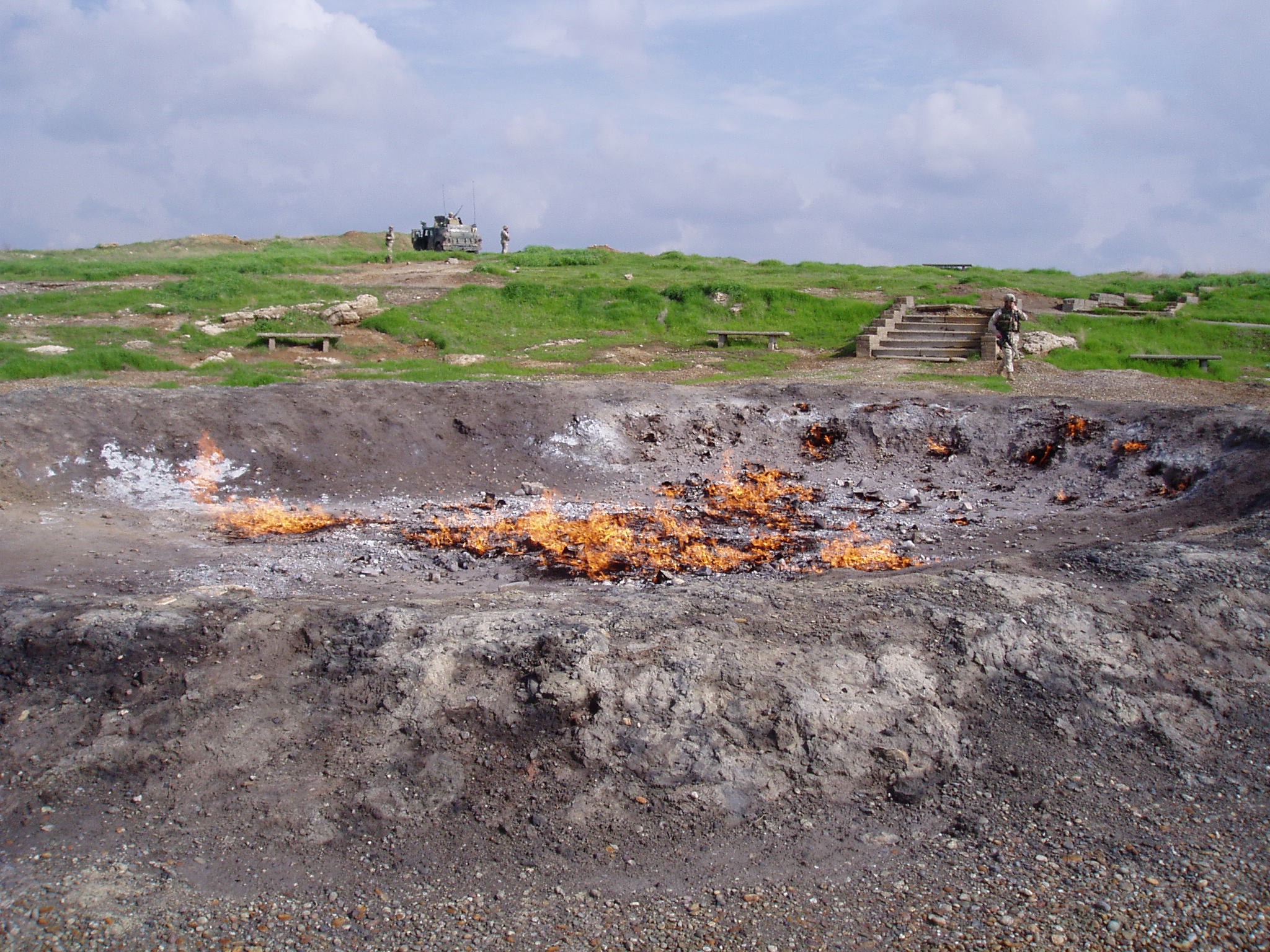
Elden vid Babagorgor

Babagorgor eller Baba Gurgur (kurdiska: بابە گوڕگوڕ arabiska: بابا كركر), är en oljekälla i Irak, nära staden Kirkuk, och 16 kilometer nordväst om Arrapha. Det är en av landets största oljekällor, och antogs förr vara världens största. Det var också den första oljekällan att hittas i norra Irak, 1927. Babagorgor är därtill berömd för den eviga elden som brinner i mitten mellan oljefälten, vilken uppskattas ha brunnit i 4000 år och omtalas av antika författare, till exempel Plutarkos. Somliga menar att det är elden i Babagorgor som omtalas i kapitel 3 i Daniels bok i Gamla Testamentet, vilket dock synes vara en alltför ung tradition för att kunna stämma. Elden beror på naturgas som sipprar ut ur sprickor i Babagorgors berg.